# Epitrabala
Epitrabala is een geslacht van vlinders van de familie spinners (Lasiocampidae).

## Soorten
- E. argenteoguttata (Aurivillius, 1909)
- E. argyrostigma Hering, 1932
- E. nyassana (Aurivillius, 1909)